# Helicostylis elegans
Helicostylis elegans är en mullbärsväxtart som först beskrevs av J. F. Macbride, och fick sitt nu gällande namn av C. C. Berg. Helicostylis elegans ingår i släktet Helicostylis och familjen mullbärsväxter. Inga underarter finns listade i Catalogue of Life.